# Blanca Treviño
Pour les articles homonymes, voir Trevino.
 (mars 2022).
 (mars 2022).
La mise en forme du texte ne suit pas les recommandations de Wikipédia : il faut le « wikifier ».
Les points d'amélioration suivants sont les cas les plus fréquents. Le détail des points à revoir est peut-être précisé sur la page de discussion.
- Les titres sont pré-formatés par le logiciel. Ils ne sont ni en capitales, ni en gras.
- Le texte ne doit pas être écrit en capitales (les noms de famille non plus), ni en gras, ni en italique, ni en « petit »…
- Le gras n'est utilisé que pour surligner le titre de l'article dans l'introduction, une seule fois.
- L'italique est rarement utilisé : mots en langue étrangère, titres d'œuvres, noms de bateaux, etc.
- Les citations ne sont pas en italique mais en corps de texte normal. Elles sont entourées par des guillemets français : « et ».
- Les listes à puces sont à éviter, des paragraphes rédigés étant largement préférés. Les tableaux sont à réserver à la présentation de données structurées (résultats, etc.).
- Les appels de note de bas de page (petits chiffres en exposant, introduits par l'outil «  Source ») sont à placer entre la fin de phrase et le point final[comme ça].
- Les liens internes (vers d'autres articles de Wikipédia) sont à choisir avec parcimonie. Créez des liens vers des articles approfondissant le sujet. Les termes génériques sans rapport avec le sujet sont à éviter, ainsi que les répétitions de liens vers un même terme.
- Les liens externes sont à placer uniquement dans une section « Liens externes », à la fin de l'article. Ces liens sont à choisir avec parcimonie suivant les règles définies. Si un lien sert de source à l'article, son insertion dans le texte est à faire par les notes de bas de page.
- La présentation des références doit suivre les conventions bibliographiques. Il est recommandé d'utiliser les modèles {{Ouvrage}}, {{Chapitre}}, {{Article}}, {{Lien web}} et/ou {{Bibliographie}}. Le mode d'édition visuel peut mettre en forme automatiquement les références.
- Insérer une infobox (cadre d'informations à droite) n'est pas obligatoire pour parachever la mise en page.

Pour une aide détaillée, merci de consulter Aide:Wikification.
Si vous pensez que ces points ont été résolus, vous pouvez retirer ce bandeau et améliorer la mise en forme d'un autre article.
Blanca Avelina Treviño de Vega (Monterrey, Nuevo León, Mexique) est présidente et directrice exécutive de Softtek, une société mexicaine de technologies de l'information et des communications.

## Biographie

### Éducation
- Treviño a obtenu son baccalauréat en gestion des systèmes informatiques en 1981 de l'Institut de technologie et d'études supérieures de Monterrey, campus de Monterrey[1],[2],[3].
- Contextual Embeddedness of Women's Entrepreneurship de Shumaila Y. Yousafzi, Adam Lindgreen, Saadat Saeed · 2018 ·

### Carrière
Elle prend d'abord un emploi à temps partiel chez Alfa. Lors de l'embauche, on lui demande de signer sa lettre de démission afin de pouvoir se débarrasser d'elle lorsqu'elle se marie.
Elle décide alors de créer sa propre entreprise,.
En 1982, elle cofonde Softtek avec 10 000 $ et 4 partenaires masculins.
Elle a occupé des postes de cheffe d'équipe, de vice-présidente des ventes et du marketing et de directrice générale des opérations aux États-Unis. En 1997, elle baptise nearshore le fait de vendre aux Etats-Unis des prestations de développement informatique réalisées au Mexique, par comparaison à l'offshore indien. D'autres entreprises mexicaines l'imiteront à partir de 2000,.
Depuis 2000, elle est directrice générale de l'entreprise et présidente du comité exécutif.
Au Mexique, où l'on ne compte que 5 femmes parmi les chefs des 100 plus grandes entreprises, elle est en 2022 la 3e femme parmi les 5.
Treviño est vice-président du Mexican Business Council et membre du conseil d'administration de Walmart Mexico, Grupo Lala, de la Bourse mexicaine, de l'Universidad de Monterrey et de l'Universidad Tec Milenio (ITESM) et de la Confederación Patronal de la República Mexicana (COPARMEX).

## Promotion du rôle de la femme dans la tech
Alors que le Sexisme dans l'industrie technologique est reconnu comme un fléau mondial, Treviño est très vigilante pour inclure des femmes dans les équipes techniques et dans les postes de direction de sa société. Toutefois, elle refuse de pratiquer une politique de quotas.

## Distinctions
En 2022, le magazine CNN Expansión l'a classée numéro 4 de son palmarès des 50 femmes les plus puissantes du Mexique.
En 2011, l'organisme Endeavour Mexico pour le développement des nouveaux entrepreneurs, présidé par Emilio Azcárraga, l'a récompensée pour son parcours entrepreneurial.
En 2011, Treviño a été la 21e personne et première femme à être intronisée au Outsourcing Hall of Fame de l'International Association of Outsourcing (IAOP),.
En 2014, elle a été la première femme à être incluse dans le Consejo Mexicano de Hombres de Negocios ce qui a amenés l'organisme à changer son nom pour Consejo Mexicano de Negocios.
En 2018, Educando (anciennement Worldfund) lui a décerné le Prix du leadership en éducation pour ses contributions et son influence dans l'amélioration de l'éducation au Mexique.
Treviño a été intronisée au Women in Technology International Hall of Fame (en).